# 楊偉中
楊偉中（1971年5月29日—2018年8月30日），臺灣政治人物，出生於嘉義市，母親有日本血統，歷任工人民主協會常務執行委員兼宣傳部部長、中央廣播電台副總台長兼新聞部經理、中國國民黨發言人、國民黨文化傳播委員會副主任委員、不當黨產處理委員會委員。妻子為前新聞主播陳以真。

## 生平

### 求學
就讀建國中學時代受左翼思想影響，曾與其同學梁文傑一同研究共產主義，隨即開始參與學運、社運，曾參加野百合學運，大學時代為台大學運社團大學新聞社總編輯、國際社組織部長、台大學生會學術部長，並參加民主學生聯盟、全國學生運動聯盟，擔任校際代表，實為支持共產主義並深刻討厭國民黨。
從建國中學畢業後，楊偉中考取國立臺灣大學法律系司法組，後因參與社會運動，無心法律系課程，三年級時，轉到社會學系，但依然醉心社會運動，也未能修畢學分，只能肄業，後以大學同等學力報考研究所，初曾考取臺灣大學歷史研究所，依然未修畢學分，後又考入國立政治大學臺灣史研究所，2012年7月楊偉中在政治大學發表碩士學位論文《中央宣傳工作指導委員會與中央廣播電臺的大陸心戰廣播（1967年2月至1968年6月）》、口考98分（70分及格），終於取得碩士學位，校方也印製了碩士學位證書，但因其未辦離校手續、未領取碩士學位證書。
2016年9月6日，中州科技大學副校長歐崇敬質疑楊於相關任職填有碩士學位的「假學歷」
，而國民黨政策會執行長蔡正元與前立法委員邱毅也跟進指控，楊即提出向政大申請的「英文版碩士學位證明書」自清，楊也說，他先前任各項職務都以「專業人士」身份，未曾填碩士學位，再諷歐崇敬假冒為「環球科技大學人事室人員」身份，向政大查詢楊偉中學歷，9月19日名嘴劉益宏更到台北地檢署告發楊偉中「偽造文書」。9月20日，楊偉中完成離校手續，領了2012年印製好的臺灣史碩士證書，並發文說已破除泛藍名嘴如蔡正元、邱毅、劉益宏、歐崇敬等人的誣指，證實自己早已獲有碩士學位，還笑說該向這四年多沒去領的證書道歉。
楊偉中就讀於臺灣大學法律系時，有一次飲酒後在路邊休息，正好一名涉及性騷擾、搶劫的歹徒在附近逃竄，楊偉中遭警方誤認，帶回偵訊。當被害人出面指認時斷定楊偉中所在地與歹徒所在地步行路程至少要三分鐘，加上楊偉中渾身酒味，與無酒氣的歹徒顯然不同，認為並非楊偉中，故檢察官做出不起訴處分。但2016年楊偉中學歷遭質疑後，此段往事又被有心人重提，影射楊偉中劫財、劫色。楊偉中向警方申請了「警察刑事紀錄證明書」（俗稱「良民證」）記載「無犯罪紀錄」，出示媒體並重申此為多年前警方的烏龍事件，請有心人士勿抹黑。楊偉中还說，邱毅稱自己為「痴漢」（日文「色狼」之意），一定對邱毅提告。

### 社運
楊偉中長期投身勞工運動，於多個全國性工會擔任宣傳與政策研究方面的主管職務，曾任全國產業總工會宣傳部及研發部主任、台鐵工會公司化對策小組召集人、全國自主勞工聯盟執行長，同時結合工會幹部與學運、社運成員，1999年創辦左翼雜誌《連結》，创建托派组织工人民主協會，出版多本馬克思主義書刊，包括曼德爾的《馬克思主義入門 （页面存档备份，存于）》、《馬克思主義論工人運動 （页面存档备份，存于）》、《全球化：馬克思主義的觀點 （页面存档备份，存于）》、《毛澤東思想論稿 （页面存档备份，存于）》。
1998年，杨伟中计划前往上海拜访中国大陸托派领袖、上海政协委员郑超麟，却在登机后得知郑超麟已经去世。2003年初，杨伟中准备前往英国探望另一位中国大陸托派领袖王凡西，动身前才得到了王凡西去世的讣闻。杨伟中对此深表遗憾，表示将努力传播真正的、革命的马克思主义的理念，以纪念两位前辈。
2002年，聯合其他學社運團體成立「關注全球化資訊中心」，出任首任召集人，推動台灣社會關注全球化議題 。
2002年到2003年，擔任台鐵工會公司化對策小組召集人，協助工會進行反公司化、私有化抗爭。台鐵工會於2003年9月11日，成功於凱達格蘭大道上召開會員大會，並通過罷工投票，是台灣史上第一個成功召開會員大會，並取得合法罷工權的全國性工會。
2006年5月，參與教育公共化連線主辦之反高學費遊行，在教育部前與警察爆發衝突、扭打，遭到逮捕，法院一審判決拘役59天，緩刑兩年，二審獲判無罪。
2008年，代表第三社會黨參加不分區立委選舉，並擔任該黨發言人，第三社會黨政黨票得票未達5%門檻，落選。
2011年3月出任中央廣播電臺副總台長兼新聞部經理。馬英九競選總統連任時，進入馬英九團隊，曾任馬英九吳敦義競選台灣加油讚雲嘉南辦公室文宣綜合部主任、發言人，並主持其妻陳以真參選嘉義縣第二選區立法委員之選舉事務，擔任陳以真競選辦公室召集人。2012年6月，行政院新成立雲嘉南區聯合服務中心，發布其出任副執行長；考試院院長關中曾指其學資歷不符規定，行政院用人破壞官制官規。但行政院解釋，行政院雲嘉南區服務中心設置要點第五條規定，執行長及副執行長「得依聘用人員聘用條例聘用之」，楊偉中乃依據此條聘用，並無學資歷不符規定的問題。
楊偉中長期關注中華人民共和國民主運動議題，曾參與發起兩岸三地知識界聲援劉曉波、《南方周末》之連署活動及台灣關懷中國人權聯盟理事（理事長楊憲宏）。2013年陳光誠來臺灣時，臺灣關懷中國人權聯盟編輯出版《中國生死書》一書，楊偉中擔任該書主編。

### 國民黨時期
2013年6月，加入國民黨，擔任馬英九競選黨主席辦公室文宣部主任、發言人。2013年10月，接替殷瑋，擔任國民黨發言人。2014年2月，因個人生涯規劃辭去國民黨發言人職務。
太陽花學運爆發後，楊偉中在3月25日上午於個人臉書發表「人微言輕，還是要說點自己的話」，除批評行政院驅離佔領學生時缺少柔性思考與作為外，更指出馬英九處理學運的作法將導致國民黨與一整個青年世代對立，也錯失朝野和解共生的機會，楊偉中主張召開公民憲政會議或國是會議。此文是國民黨內人士最早批判黨政學運決策與作為的第一槍。其妻陳以真也在臉書發文批評政府做造成學運學生流血。根據《自由時報》報導，楊偉中因為公開支持太陽花學運並批評馬英九政府舉措，原來獲安排總統府之職務因此被拔除。
2015年1月，朱立倫擔任國民黨主席後，延攬楊偉中重回國民黨中央，出任文傳會副主任委員兼發言人，於2月1日到任。
2016年1月16日，總統大選，朱立倫敗選，楊偉中宣布請辭國民黨發言人等職務。楊偉中為促進黨內的多元與進步，屢在談話節目批判國民黨高層及黨務議題。4月29日，楊偉中在洪秀柱擔任黨魁時期遭中央委員檢舉，建議開除黨籍。6月28日，以楊偉中違反黨章第35條，「損害黨之聲譽，惡意攻訐黨至損害黨的利益」，中央考紀會同意嘉義縣黨部建議，以共識決通過開除楊偉中的黨籍。

### 擔任黨產會委員
2016年8月，楊偉中受邀擔任民進黨蔡英文政府的不當黨產處理委員會委員，處理國民黨在接收台灣以至於戒嚴時期取得的不當黨產事務。此舉被泛藍選民視為對當時衰弱的國民黨的背叛。

### 逝世
2018年8月30日，楊偉中與其妻陳以真、女兒在庫克群島阿伊图塔基岛旅遊時，當地時間下午5點楊偉中和女兒分乘不同小舟泛舟，下午6、7點楊偉中與女兒於潟湖深水區翻覆落水，當地民眾發現後也上前救援，結果女兒被救起，楊偉中則因強勁水流捲入不慎溺斃，得年47歲，新聞潤飾成救女勇父不幸逝世；當地警方表示，兩人都不會游泳也未穿救生衣，且當地機構或店家因客人反應不要而不提供。民進黨黨政高層表示，楊偉中本為政府考量接任勞動部政務次長的人選之一；勞動部長許銘春表示，楊偉中長期投入工運，關心社會議題，是一位有理想的中生代，確實曾徵詢楊偉中出任勞動部政務次長的意願，原本要等他回國再談細節，沒想到卻傳出不幸消息。民進黨相關人士紛紛表示哀悼，但楊偉中生前的政治意識、言論因存紛爭而被討論著。
楊偉中的遺體在9月9日回到台灣，追思會於22日在基督教浸信會台北懷恩堂舉辦。追思會結束後，家屬將其骨灰樹葬於新北市新店區四十份公墓。

## 個人生活
- 其父楊逢泰（1925－2007），為大學教授，台灣最早研究非洲問題的學者之一，曾任國立政治大學社會科學資料中心主任、外交研究所所長、訓導長、東亞研究所所長、私立中國文化大學中山學術研究所所長。
- 其母曾縵雲為水墨畫家，擅长创作仕女畫。
- 其妻陳以真為耐斯集團旗下愛之味公司副總裁陳鏡堯之女，曾任年代新聞主播、行政院青年輔導委員會主任委員，中國國民黨籍政治人物。兩人在2006年結婚，育有一女。

## 外部連結
- 楊偉中的Facebook專頁